# トロイラスとクレシダ

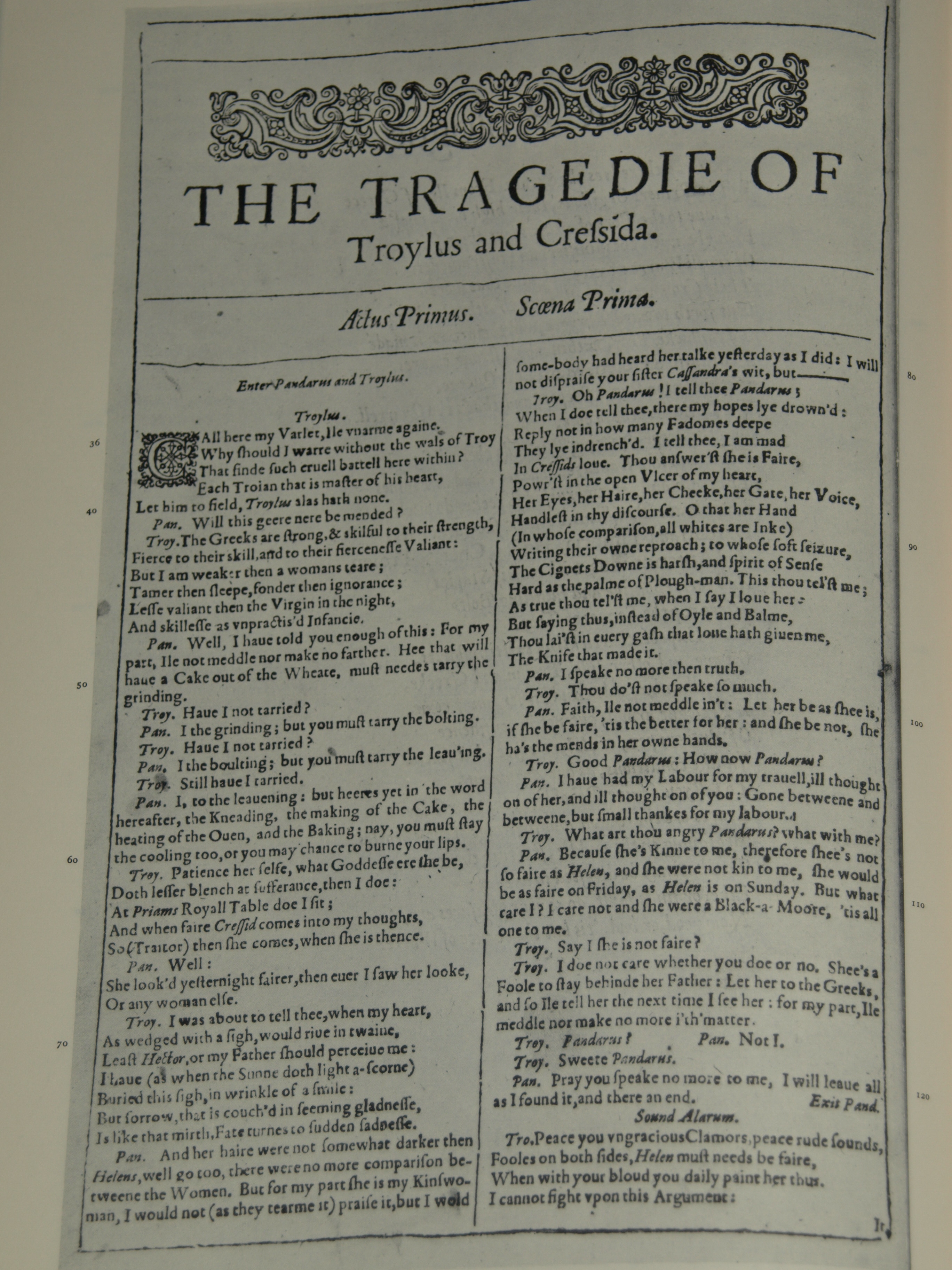
「ファースト・フォリオ」（1623年）の『トロイラスとクレシダ』の表紙の複写

『トロイラスとクレシダ』（Troilus and Cressida）とは、ウィリアム・シェイクスピア作の悲劇。1602年に書かれたと信じられている。
『トロイラスとクレシダ』は主人公（トロイラス）が死なないことで従来の悲劇とは異なり、シェイクスピアの「問題劇」の1つに数えられている。その代わりに劇は、トロイの英雄ヘクターの死と、トロイラスとクレシダの愛の破局で重々しく幕を閉じる。またトーンも劇全体を通して、猥雑な喜劇から陰鬱な悲劇の間を揺れ動く。そのため、読者 / 観客はどのように受け止めればいいのか困惑してしまう。しかし、劇のいくつかの特徴的な要素は明らかに「現代的」という見方をされることが多い（最も顕著なものは、ヒエラルキー、名誉、愛などの本源的価値への繰り返し続けられる疑問）。
ジョイス・キャロル・オーツは次のように述べている。「シェイクスピアの戯曲の中で最も頭悩まされ、意味のつかみにくい『トロイラスとクレシダ』は現代の読者に現代劇の印象を与える——たくさんの不義についての吟味、悲劇ぶることへの批判、人間の命の中にある本質的なものとただ存在するだけものとの間の暗黙の議論、それらは20世紀のテーマである（中略）これは特殊なタイプの悲劇——因習的な悲劇では不可能であったものに基づいた"悲劇"」。
ところで『トロイラスとクレシダ』の「四折版」のタイトルは『The Famous Historie of Troylus and Cresseid』で「歴史劇」と謳っているが、「ファースト・フォリオ」では悲劇に分類され、タイトルも『The Tragedie of Troylus and Cressida』になっている。さらに「ファースト・フォリオ」の原版でこの劇のページに番号がつけられておらず、目次のタイトルも明らかに後から押し込まれたものであることが、謎に輪をかけている。研究者たちはこの劇がかなり遅い段階で「ファースト・フォリオ」に加えられ、空いたところに加えられたのだろうと見ている。

## 材源

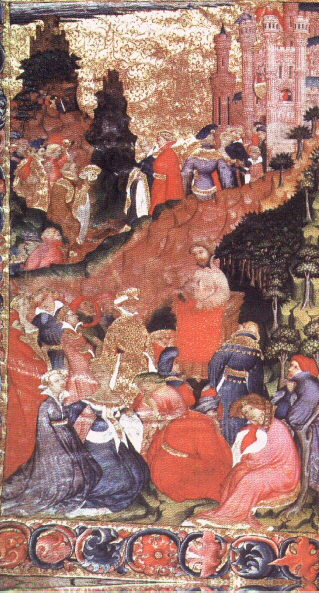
チョーサー『トロイルスとクリセイデ』

トロイラスとクレシダの物語はギリシア神話ではなく、中世の物語である。シェイクスピアはいろいろな材源を使った。たとえば、ジェフリー・チョーサーの『トロイルスとクリセイデ（Troilus and Criseyde）』、ジョン・リドゲイト（John Lydgate）の『トロイの書（Troy Book）』、ウィリアム・キャクストン（William Caxton）翻訳の『トロイ史集成（Recuyell of the Historyes of Troye）』がそうである。
アキリーズ（アキレウス）を戦場へ向かうよう説得するくだりはホメーロスの『イーリアス』（おそらくジョージ・チャップマンによる翻訳）と、中世・ルネサンス期のさまざまな改作から引いている。
この物語は1600年代初頭の劇作家に人気のあるものの1つで、シェイクスピアは同時代の演劇から着想した。トマス・ヘイウッド（Thomas Heywood）にもトロイ戦争およびトロイラスとクレシダの話を描いた2部作『The Iron Age』があるが、シェイクスピアとヘイウッドとどちらが先に書いたかはわからない。さらに、トマス・デッカー（Thomas Dekker）とヘンリー・チェトル（Henry Chettle）もシェイクスピアと同じ頃に『トロイラスとクレシダ』という劇を書いたが、こちらはあらすじの断片が残っているのみである。

## 創作年代とテキスト

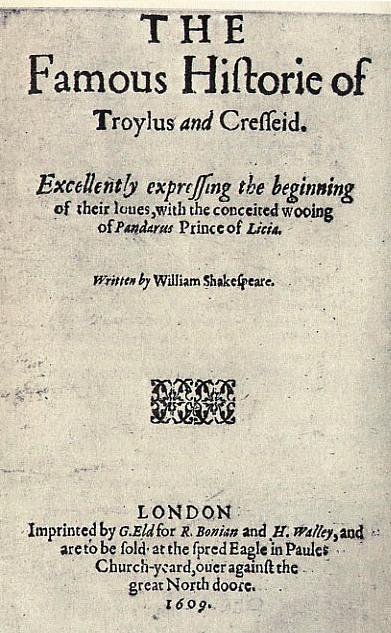
1609年の四折版の表紙

『トロイラスとクレシダ』は『ハムレット』を完成させた直後の1602年頃に書かれたものだと信じられている。「四折版」は1609年に2種類出版された。その当時上演されたかはわからない。というのも2つが矛盾しているからで、一方は最近舞台で上演したばかりとあるのに、もう一方はまだ舞台にかけていないで新作と序文で謳っているからである。書籍出版業組合の記録に登録されたのは1603年2月7日で、登録した書籍商兼印刷屋のジェームズ・ロバーツは、シェイクスピアの劇団である宮内大臣一座によって上演された劇と言及している。しかし、出版はされなかった。1609年1月28日に文房具商（本屋兼）のリチャード・ボニアンとヘンリー・ウォリーが再登録して、その年のうちに最初の四折版が出版されたが、1つではなく2つあった。最初のもの（QA）には「グローブ座においてKing's Majesty's servants（国王一座）によって演じられる」と書かれ、もう一つのもの（QB）ではグローブ座への言及が省略され、『トロイラスとクレシダ』は「まだ劇場にはかかっていない新作」という長い書簡が序文につけられていた。
注釈者の中には（たとえば19世紀のデンマーク人シェイクスピア研究家のゲーオア・ブランデス）は、『トロイラスとクレシダ』は1600年から1602年頃に作られたが、1609年の印刷の直前に大きな改訂がなされたとして、矛盾を解決しようとした。『トロイラスとクレシダ』はその痛烈な性格が注目に値し、1605年から1608年の間にシェイクスピアが書いた戯曲（『リア王』『コリオレイナス』『アテネのタイモン』）と似ている。もしこの劇が改訂されているとしたら、元々のものは1600年頃にシェイクスピアが書いた『お気に召すまま』『十二夜』のような明るいロマンティック・コメディで、暗い素材はは後の改訂で加えられたもので、その結果、トーンと目的が混濁してしまったのかも知れない。

## 登場人物

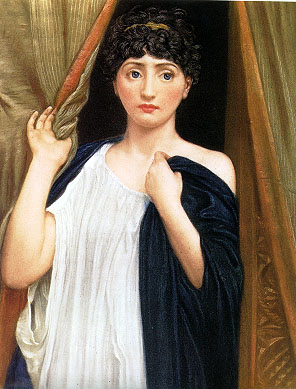
クレシダ（エドワード・ポインター画）

- プライアム（PRIAM） - トロイの王。
- ヘクター（HECTOR） - プライアムの息子。
- トロイラス（TROILUS） - プライアムの息子。
- パリス（PARIS） - プライアムの息子。
- ディーフォーバス（DEIPHOBUS） - プライアムの息子。
- ヘリナス（HELENUS） - プライアムの息子。
- マーガレロン（MARGARELON） - プライアムの私生児。
- イーニーアス（AENEAS） - トロイの将軍。
- アンティーナー（ANTENOR） - トロイの将軍。
- カルカス（CALCHAS） - トロイの神官。ギリシアに味方。
- パンダラス（PANDARUS） - クレシダの叔父。
- アガメムノン（AGAMEMNON） - ギリシアの総指揮官。
- メネレーアス（MENELAUS） - その弟。
- アキリーズ（ACHILLES） - ギリシアの将軍。「アキレウス」のこと。
- エージャックス（AJAX） - ギリシアの将軍。
- ユリシーズ（ULYSSES） - ギリシアの将軍。「オデュッセウス」のこと。
- ネスター（NESTOR） - ギリシアの将軍。
- ダイアミディーズ（DIOMEDES） - ギリシアの将軍。
- パトロクラス（PATROCLUS） - ギリシアの将軍。
- サーサイティーズ（THERSITES） - 身体障害者で口汚いギリシア人。
- アレグザンダー（ALEXANDER） - クレシダの召使い。
- トロイラスの召使い（SERVANT to Troilus）
- パリスの召使い（SERVANT to Paris）
- ダイアミディーズの召使い（SERVANT to Diomedes）
- ヘレン（HELEN） - メネレーアスの妻。
- アンドロマキ（ANDROMACHE） - ヘクターの妻。
- カサンドラ（CASSANDRA） - プライアムの娘。予言者。
- クレシダ（CRESSIDA） - カルカスの娘。
- トロイとギリシアの兵士たち、従者たち

## あらすじ

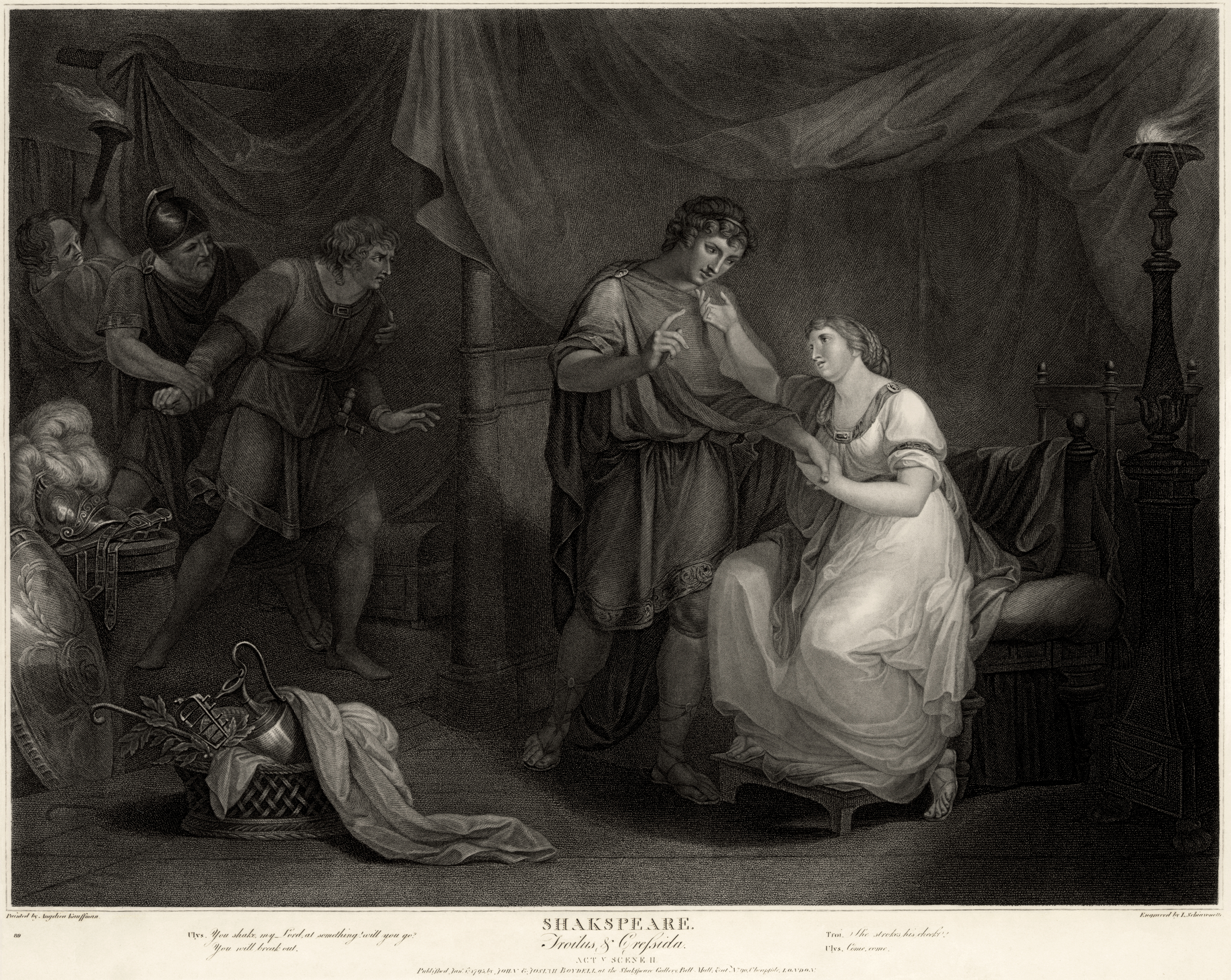
『トロイラスとクレシダ』の1場面（アンゲリカ・カウフマン画）

時代はトロイ戦争の末期で、ホメーロスの『イーリアス』でいうと、アキレウスの参戦拒否からヘクトルを斃すまでが描かれる。
『トロイラスとクレシダ』には2つの筋がある。1つはトロイの王子でプライアムの子トロイラスとクレシダの話である。クレシダに求婚していたトロイラスは、願いが叶い、クレシダとセックスする。しかし、クレシダはギリシア側にいた父親カルカスの元に引き渡され、二人は離れ離れになる。別れ際、二人は永遠の愛を誓い合う。その後、トロイラスはギリシア軍の陣を訪れる機会を得て、クレシダの様子を見に行くと、クレシダはダイアミディーズに口説かれている最中で、クレシダもそれに応じようかどうしようか悩んでいた。トロイラスは愕然とし、復讐を決意する。
もう1つの筋は、アガメムノンとプライアム両大将を軸としたトロイ戦争の描写で、こちらの方が作品に占めるウェイトも大である。アガメムノンたちは高慢になって戦争に参加しないアキリーズを戦場に駆り出そうとしている。そこに、トロイの英雄ヘクターから一対一の対決を望むという挑戦が来る。アキリーズに任せたいところだが、策士ユリシーズの提案で、エージャックスを相手に選ぶ。しかし、ヘクターとエージャックスは血の繋がりがあるので、和解する。その後、戦争でアキリーズの親友パトロクラスがヘクターに討たれる。アキリーズは復讐のため戦場に飛び出し、ヘクターを殺す。ヘクターの死を知らされ、トロイはショックを受けるところで劇は終わる。トロイ戦争の結末はこの劇の中ではつかない。

## 上演史
不可解かつ新奇な性格のため、『トロイラスとクレシダ』は滅多に舞台にかかることはなかった。シェイクスピアの存命中にも、1734年から1898年の間にも、上演されたという記録はない。王政復古期、ジョン・ドライデンがリライトした。ドライデンはその意図を、「ゴミの山」（「文法を無視した」下品な表現だけでなく、多くのプロットも）に埋もれたシェイクスピアの韻文の「宝石」を発掘するつもりだったと語っている。さらに、言葉遣いもドライデンなりに「改善」した。ドライデンは会議のシーンを簡略化し、エージャックスとアキリーズのライバル関係を際だたせた。しかし、ドライデンの最も大きな変更点はクレシダのキャラクターで、最後までトロイラスに忠節を尽くす女性にしたことである。
露骨な性的引用はヴィクトリア朝の人々にも咎められた。そのため20世紀初頭までオリジナルでの上演はなく、徐々に人気が出始めたのは第一次世界大戦以降で、人間の不道徳・幻滅がシニカルに描かれていることがその要因だった。

### 日本語訳テキスト
- トロイラスとクレシダ - 坪内逍遥訳（新樹社）、のち名著普及会「シェークスピヤ全集 29」、電子書籍化（2015年より）
- トロイラスとクレシダ - 村岡勇訳（岩波文庫）
- トロイラスとクレシダ - 小田島雄志訳（「シェイクスピア全集」白水社、のち白水Uブックス）解説：蒲池美鶴
- トロイラスとクレシダ - 松岡和子訳（ちくま文庫「シェイクスピア全集 23」）